# Камень-Дужи (Мазовецьке воєводство)
Камень-Дужи (пол. Kamień Duży) — село в Польщі, у гміні Венява Пшисуського повіту Мазовецького воєводства.
Населення — 253 особи (2011).
У 1975-1998 роках село належало до Радомського воєводства.

## Демографія
Демографічна структура станом на 31 березня 2011 року:
|          | Загалом | Допрацездатний вік | Працездатний вік | Постпрацездатний вік |
| -------- | ------- | ------------------ | ---------------- | -------------------- |
| Чоловіки | 121     | 25                 | 81               | 15                   |
| Жінки    | 132     | 31                 | 69               | 32                   |
| Разом    | 253     | 56                 | 150              | 47                   |